# Alejandro Cicarelli
Alejandro Ciccarelli Manzoni (Nápoles, 1808 - Santiago, 5 de mayo de 1879) fue un pintor ítalo-chileno.

## Biografía
Comenzó sus estudios de arte en el Instituto de Bellas Artes de Nápoles y los prosiguió en Roma.
En 1843, Ciccarelli conoció al emperador Pedro II de Brasil, quien lo contrató como pintor de cámara y maestro de pintura de la emperatriz Teresa Cristina. A los treinta y tres años, Ciccarelli se convirtió en el principal artista del Brasil y en el encargado de reformar la Academia Imperial de Bellas Artes, en Río de Janeiro. 
Seis años más tarde, en 1849, Cicarelli aceptó la propuesta del cónsul de Chile, Carlos Hochkolf, para fundar y dirigir la Academia de Pintura y Escultura en Santiago. Durante 20 años fue el director de esa institución, que se centró en la tradición académica europea y los cánones grecorromanos, ignorando tanto la creatividad de sus alumnos como las posibilidades estéticas del paisaje local. En 1853 recibió la nacionalidad chilena. Cicarelli dejó su cargo en 1869, siendo reemplazado por el alemán Ernesto Kirchbach, y permaneció en Chile hasta su muerte.

## Obra pictórica
Utilizando principalmente la técnica del óleo sobre tela, apegado a la tradición y a las reglas, realizó innumerables retratos y representaciones de escenas mitológicas y religiosas que, si bien eran una aplicación correcta del oficio, dejaban afuera la creatividad y la innovación.
Sin embargo, su obra Vista de Santiago desde Peñalolén (1853), realizada en la hacienda del mismo nombre, constituye un momento distinto dentro de la pintura de Cicarelli ya que da cuenta de una mirada subjetiva y sentimental del paisaje expresado en colores cálidos y vibrantes junto al autorretrato del pintor y la reiteración del motivo de la pintura dentro de la pintura. 

## Galería

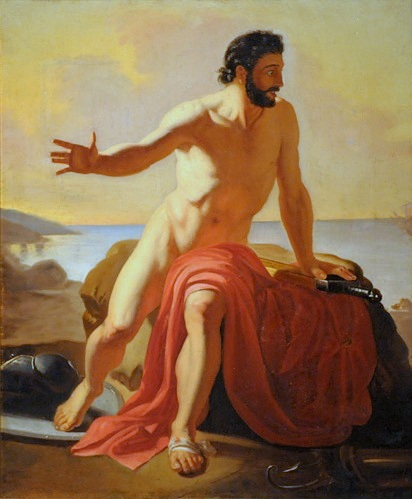
Filoctetes abandonado (1830)
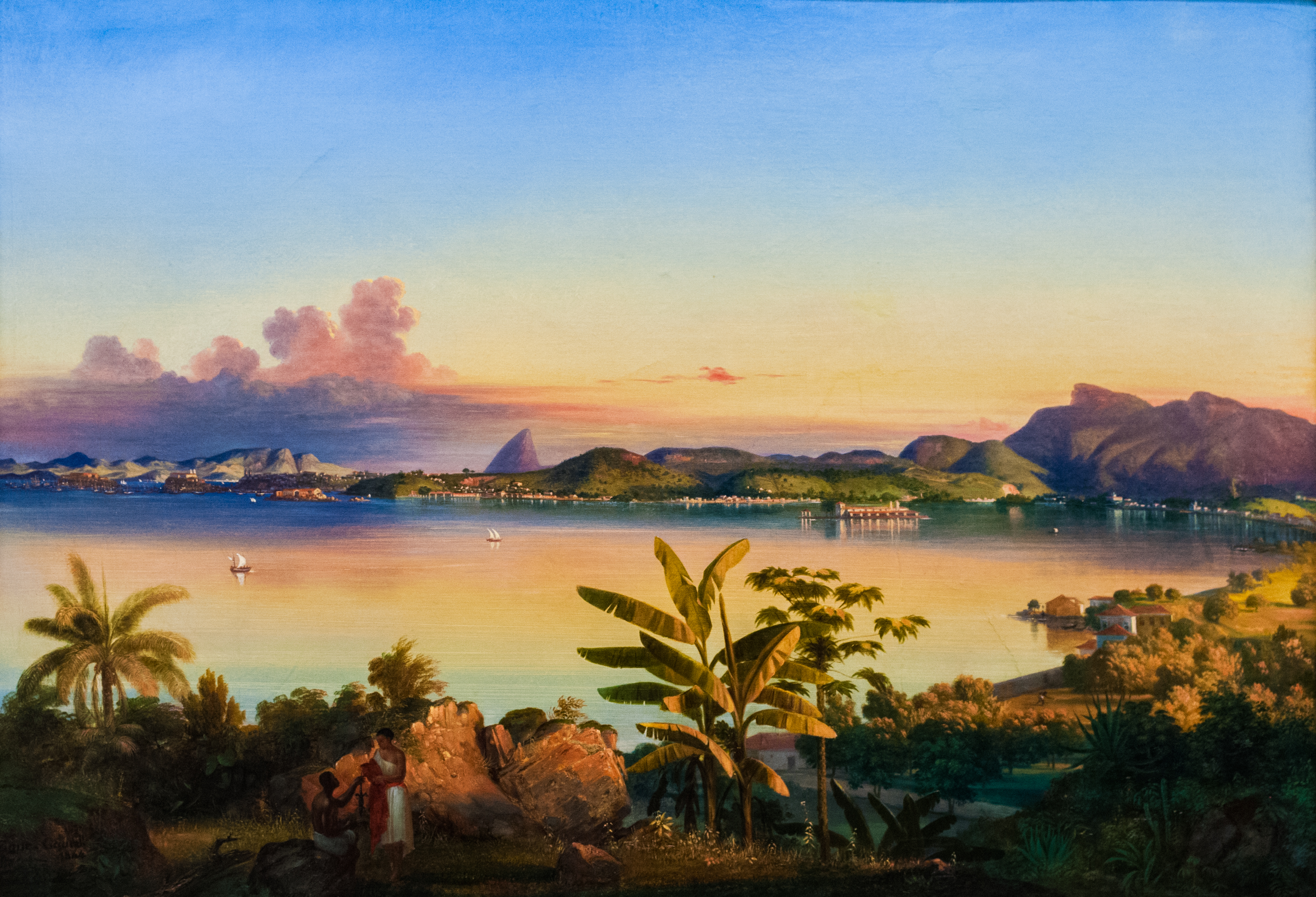
Rio de Janeiro (1844)
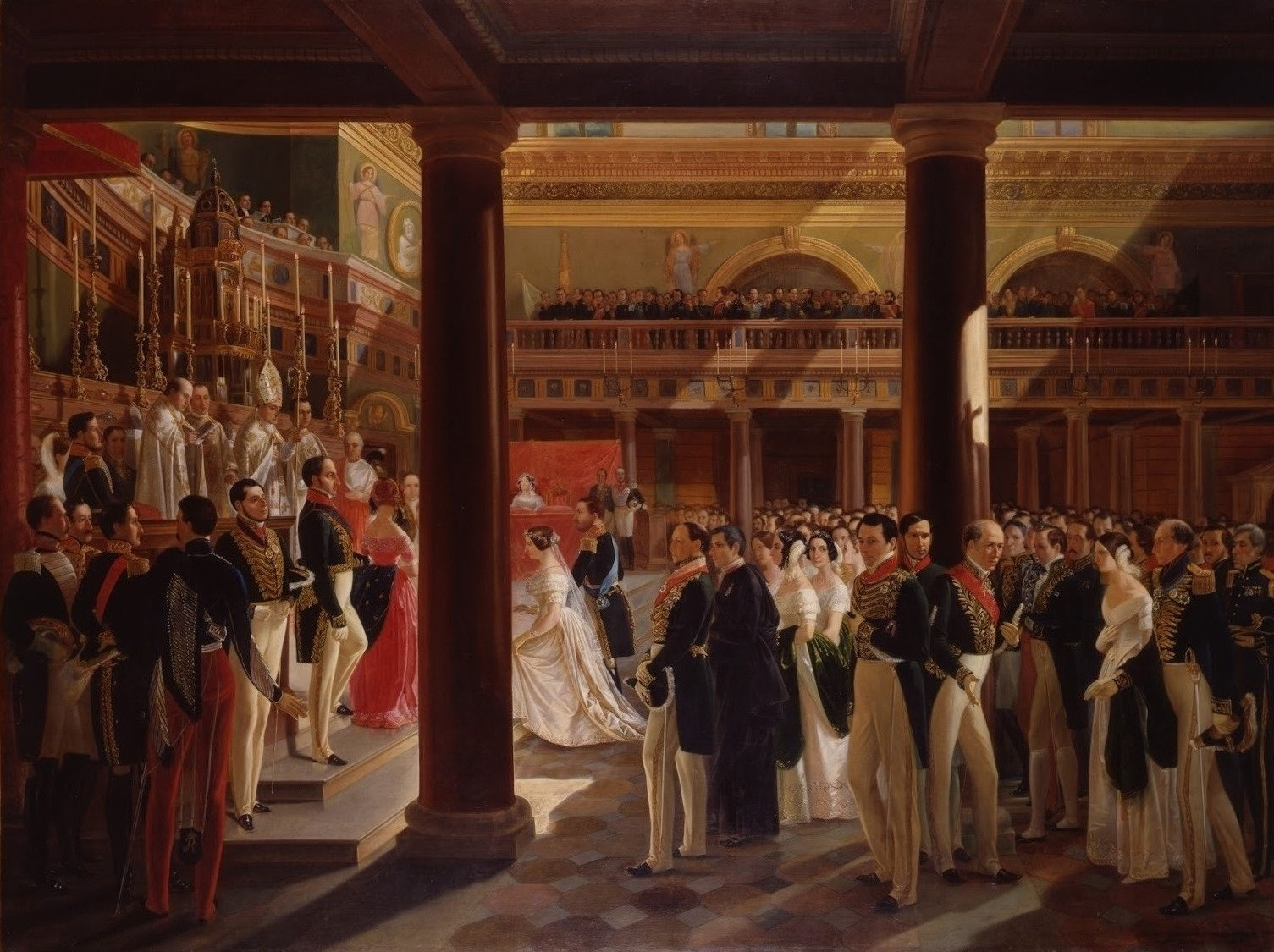
Matrimonio de la emperatriz Teresa Cristina de Borbón-Dos Sicilias (1846)
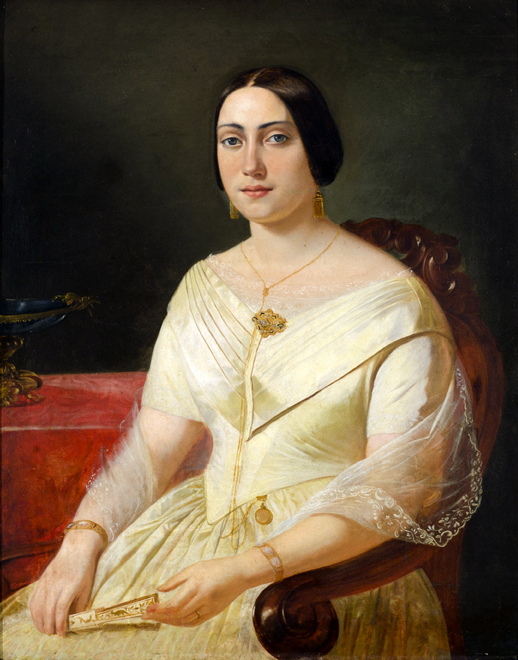
Condesa de Aljezur (1848)
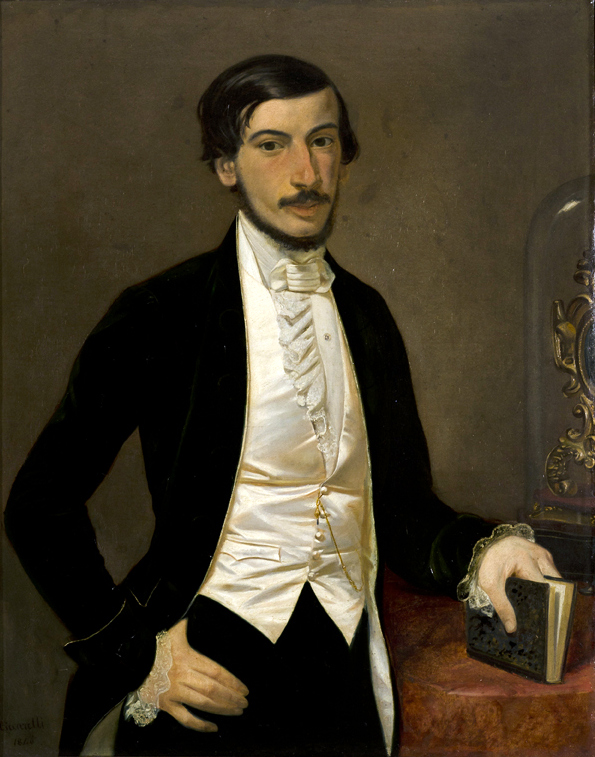
Conde de Aljezur (1848)
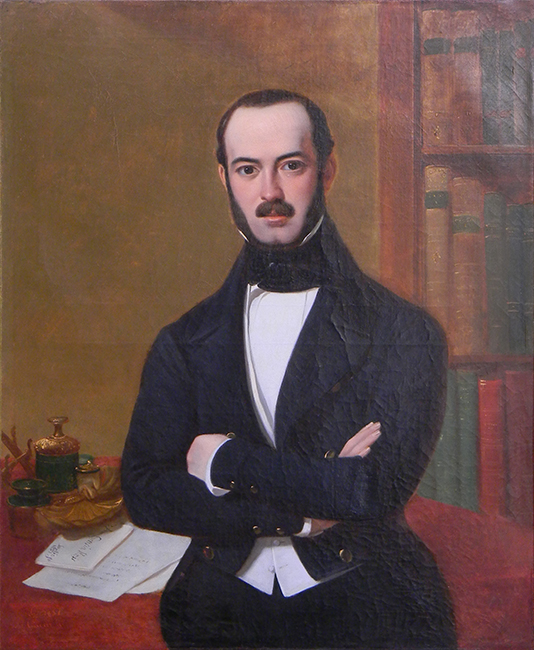
Antonio García Reyes (1850)
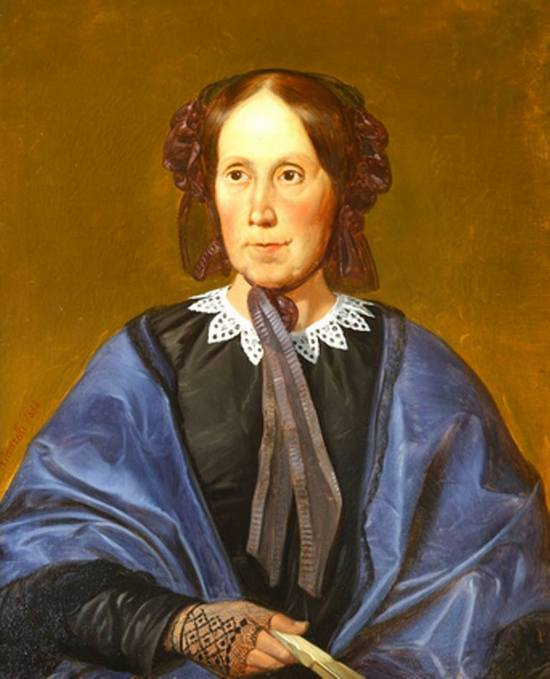
Luisa Garmendia Alurralde (1850)
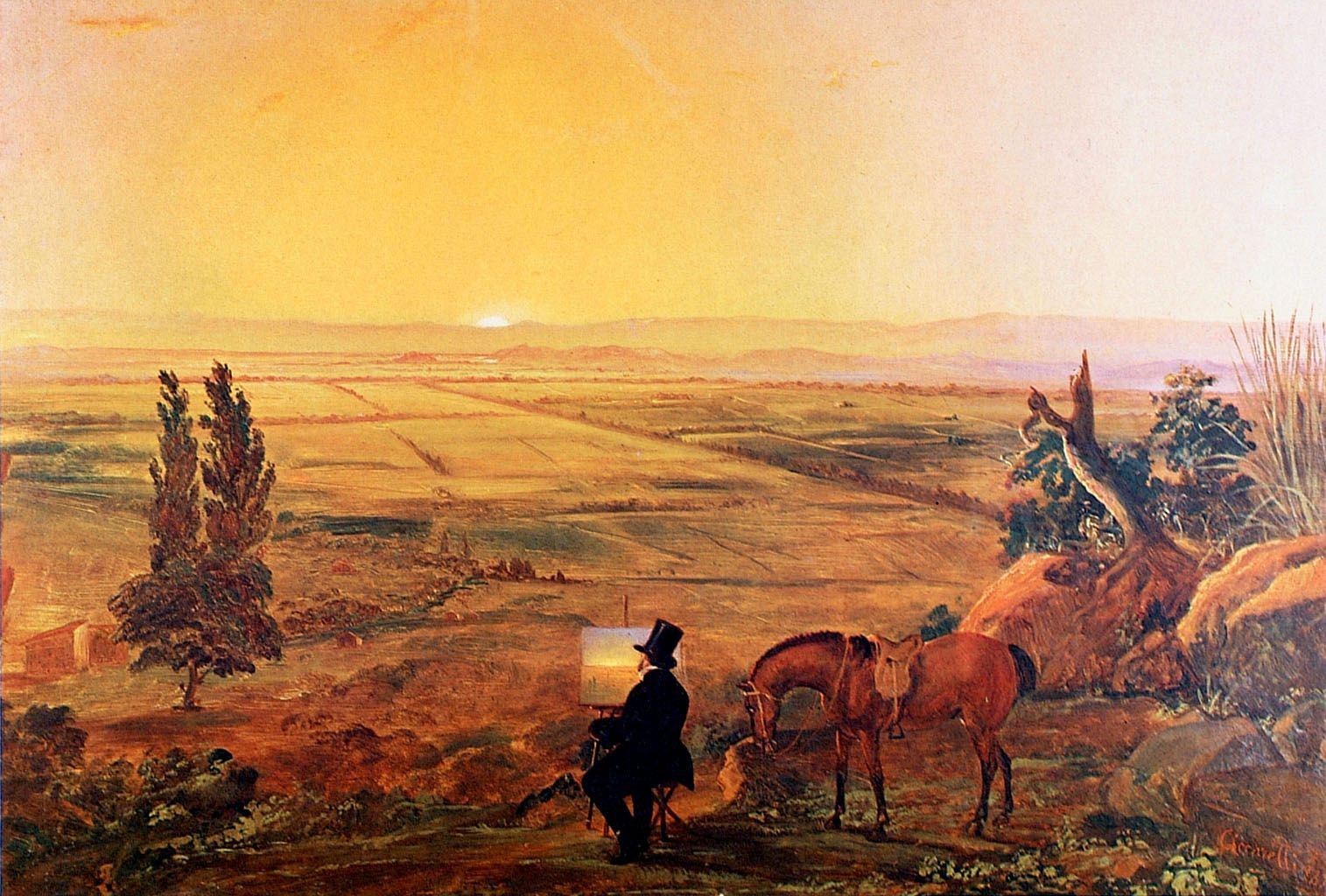
Vista de Santiago desde Peñalolén (1853)
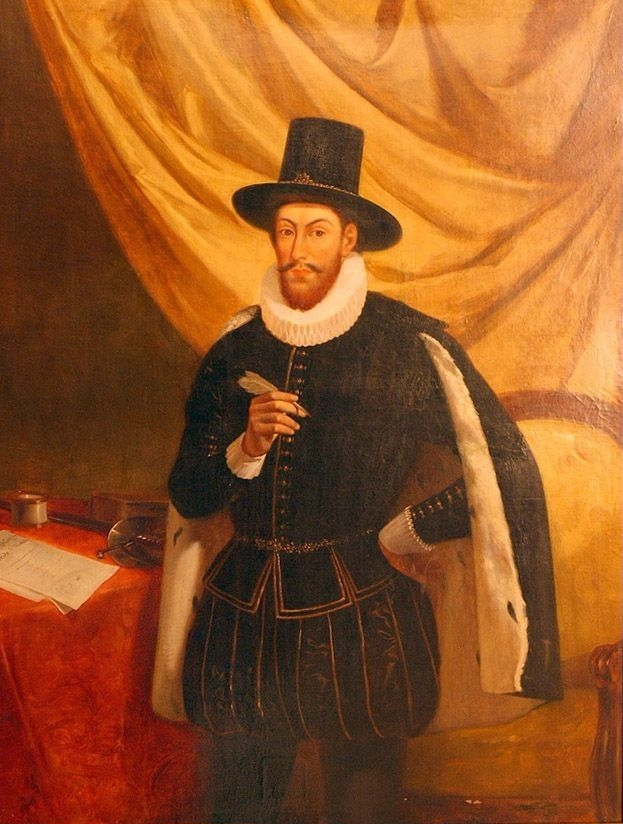
García Hurtado de Mendoza, Gobernador y Capitán General de Chile (1860)
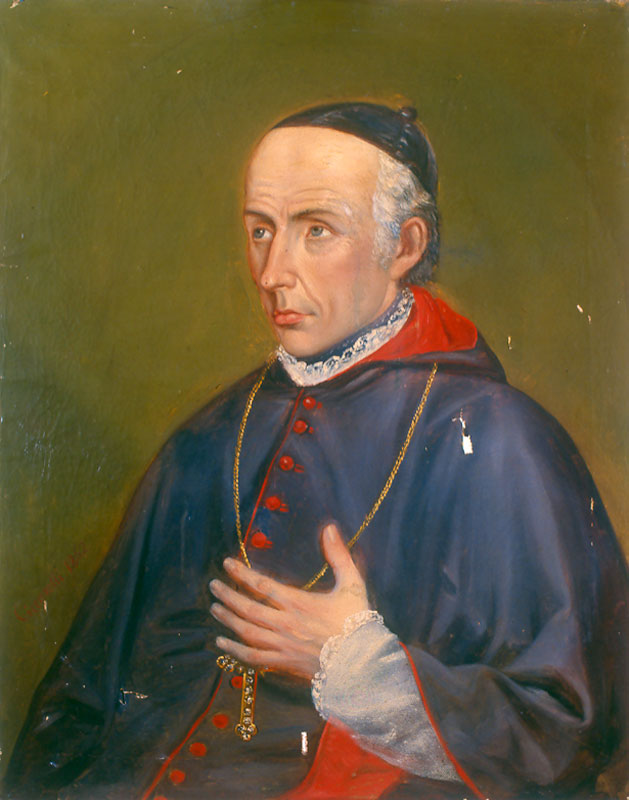
Manuel Vicuña Larraín (1862)